# Grecco
Grecco – miasto w Urugwaju, w departamencie Río Negro.